# 青木久矩
青木 久矩（あおき ひさのり）は、江戸時代初期の武将。豊臣氏の家臣。青木俊矩の長男。

## 略歴
慶長5年（1600年）の関ヶ原の戦いで父・俊矩で除封で浪人。父と共に前田利長に預けられ、食客となる。
慶長19年（1614年）、大坂の陣では豊臣方として大坂城に入城し、戦功があった。甥にあたる木村重成の下で戦い感状を受ける武功を立てた。翌年の大坂夏の陣での若江の戦いで戦死した。
弟の泰矩は加賀藩前田利長に仕えた。末弟の昌矩が嫡男として青木家を継いだが、病弱のため隠棲し、結城秀康に召されて屋敷を与えられたことで、「平吹屋」という屋号で酒の醸造業に転じ、以後、子孫は大正年間中頃までこれを家業として続けた。